# Setra S 416 HDH
De Setra S 416 HDH is een touringcarmodel, geproduceerd door de Duitse busfabrikant Setra. Dit model bus is in 2001 geïntroduceerd en in 2013 uit productie gegaan en vervangen door de Setra S 516 HDH.

## Inzet
Dit type bus wordt veelal ingezet bij touringcarbedrijven voor toerisme. In Luxemburg wordt de bus ingezet door enkele busbedrijven voor het openbaar vervoer.
| Bedrijf             | Serie         | Aantal    | Inzet         | Opmerking                                   |
| Luxemburg           | Luxemburg     | Luxemburg | Luxemburg     | Luxemburg                                   |
| ------------------- | ------------- | --------- | ------------- | ------------------------------------------- |
| A.S. Tours          | AS5010        | 1         | Streekvervoer |                                             |
| Voyages Salez Lentz | SL3387        | 1         | Streekvervoer |                                             |
| Voyages Salez Lentz | SL3403-SL3406 | 4         | Streekvervoer |                                             |
| Voyages Stephany    | VS3033        | 1         | Streekvervoer |                                             |
| Voyages Vandivinit  | VV2018        | 1         | Streekvervoer |                                             |
| Voyages Vandivinit  | VV2053        | 1         | Streekvervoer |                                             |
| Voyages Emile Weber | 538-539       | 2         | Streekvervoer |                                             |
| Nederland           |               |           |               |                                             |
| Besseling Travel    | 96            | 1         | Tour vervoer  | VIP uitgerust, met een blauwe kleurstelling |

## Verwante bustypen

### ComfortClass
- S 415 GT - 12 meteruitvoering (2 assen)
- S 415 GT-HD - 12 meter verhoogde uitvoering (2 assen)
- S 416 GT - 13 meteruitvoering (2 assen)
- S 416 GT-HD - 13 meter verhoogde uitvoering (3 assen)
- S 416 GT-HD/2 - 13 meter verhoogde uitvoering (2 assen)
- S 417 GT-HD - 14 meter verhoogde uitvoering (3 assen)
- S 419 GT-HD - 15 meter verhoogde uitvoering (3 assen)

### TopClass
- S 411 HD - 10 meteruitvoering (2 assen)
- S 415 HD - 12 meteruitvoering (2 assen)
- S 415 HDH - 12 meter verhoogde uitvoering (3 assen)
- S 417 HDH - 14 meter verhoogde uitvoering (3 assen)
- S 431 DT - 14 meter dubbeldeks uitvoering (3 assen)